# ГЕС Лорел
ГЕС Laurel – гідроелектростанція у штаті Кентуккі (Сполучені Штати Америки). Використовує ресурс із річки Laurel, правої притоки Камберленд, котра в свою чергу є лівою притокою річки Огайо (впадає ліворуч до Міссісіпі).
У 1964-1974 роках на Laurel спорудили кам’яно-накидну/земляну греблю висотою 86 метрів та довжиною 433 метри, яка потребувала 2,5 млн м3 матеріалу. Вона утримує витягнуте по долині річки на 31 км водосховище Laurel River Lake з площею поверхні від 22,7 км2 до 24,5 км2 (у випадку повені – до 26,9 км2) та об’ємом 537 млн м3.
У 1977 році в пригреблевому машинному залі запустили одну турбіну потужністю 70 МВт, що забезпечує виробництво 68 млн кВт-год електроенергії на рік.